# Hans Daniel Jensen
Johannes Hans Daniel Jensen, né le 25 juin 1907 à Hambourg et mort le 11 février 1973 à Heidelberg, est un physicien allemand. Jensen et Maria Goeppert-Mayer sont colauréats d'une moitié du prix Nobel de physique de 1963 (l'autre moitié a été remise à Eugene Wigner) « pour leurs découvertes à propos de la structure en couches du noyau [atomique] ».

## Biographie
Durant la Seconde Guerre mondiale, il participe au « Projet Uranium » lancé en 1939 par le régime nazi, quelques mois après la découverte de la fission nucléaire.